# العصر الرسولي

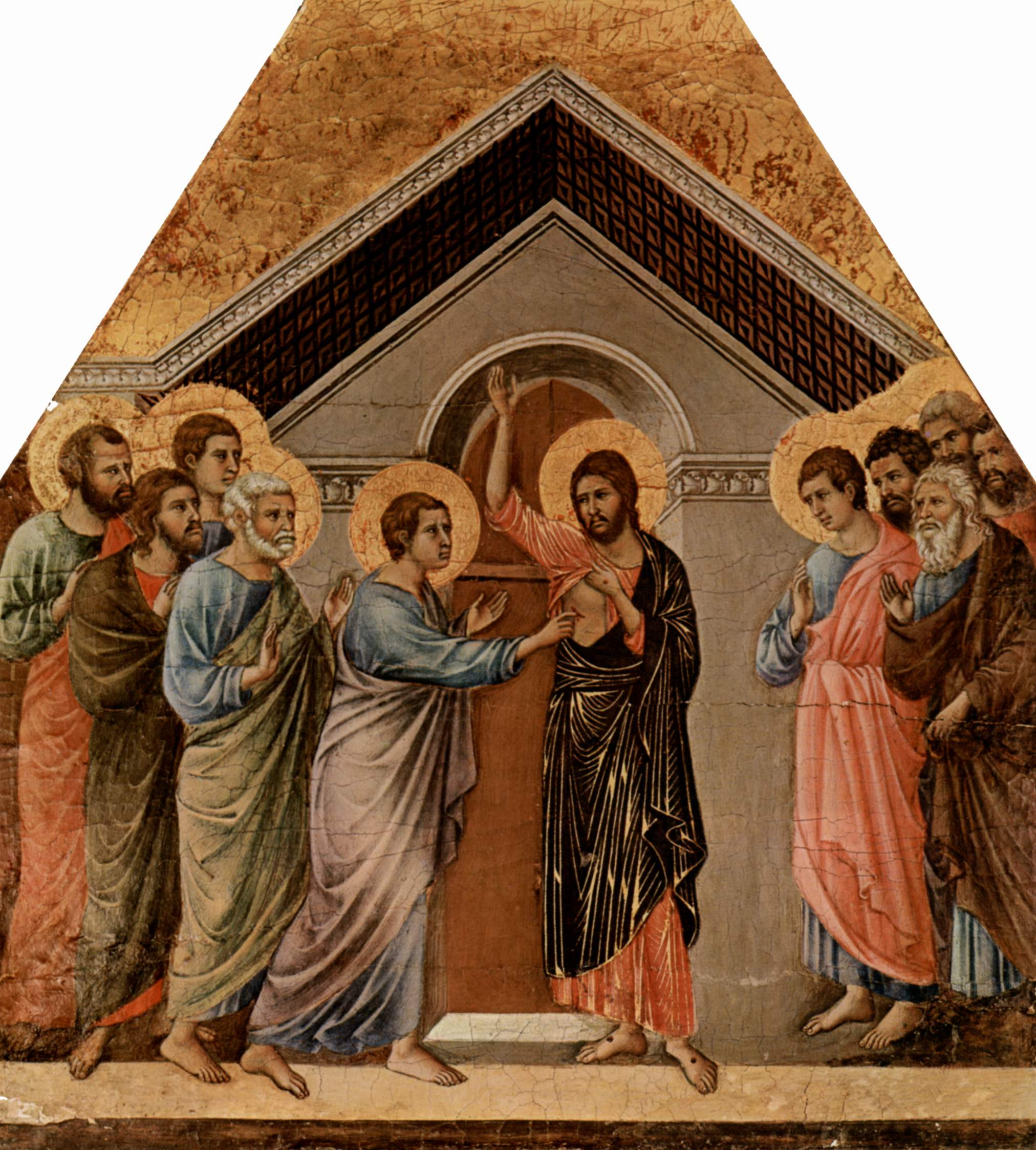
رسم يمثل ظهور المسيح بعد القيامة

العصر الرسولي، بحسب التاريخ المسيحي، هي الفترة التي تبدأ من الإرسالية الكبرى التي أعلنت بقيامة المسيح عام 33م وانتهت مع موت آخر الرسل والمعتقد أنه يوحنا الرسول حوالي عام 100م. من المتفق عليه أن الرسل انطلقوا من أورشليم وأخذوا يؤسسون كنائس الكرسي الرسولي في مناطق حوض البحر المتوسط. وأهمية هذه الفترة أن كل شخصياتها هم رسل عايشوا المسيح بشكل مباشر كتلاميذه. تأتي المصادر الأساسية لأحداث العصر الرسولي من إنجيل أعمال الرسل والذي يشك بدقته بعض علماء التاريخ[من؟]. يعتقد معظم المؤرخين أن أتباع المسيح الأولين كانوا يهود يؤمنون بقرب نهاية العالم عاشوا خلال فترة الهيكل الثانية المتأخرة. وكانت المجموعات المسيحية الأولى من اليهود فقط مثل الأبونيين لذلك يسمى رواد المسيحية بالمسيحيين اليهود وكان يقودهم يعقوب البار.[بحاجة لمصدر] أما بولص الرسول فكان رسول المسيح إلى العوام الغير يهود. لهذا، عمل بولس على إقناع قادة الكنيسة في أورشليم على السماح للعوام بعدم تطبيق الشعائر اليهودية التي كانت تخالف قيمهم المجتمعية، كالختان، وذلك في مجمع أورشليم الذي انعقد عام 50م.
وتخلى القادة المسيحيون عن أورشليم مركزًا للديانة عقب تدمير الهيكل عام 70م خلال الحرب اليهودية الرومانية وانتقلوا إلى قيصرية التي أصبحت مركزا لبطاركة الكنيسة. وفي القرن الثاني، أصبحت المسيحية دينا للعوام الغير يهود وانتشرت في مناطق الإمبراطورية الرومانية وما بعدها.

## للإستزادة
- أنتيلغومينا
- قائمة أحداث المسيحية المبكرة
- الهلنستية اليهودية